# وویجر ۱
وویجر ۱ (به انگلیسی: Voyager 1) یک فضاپیمای کاوشگر فضایی با وزن ۷۲۲ کیلوگرم است که با هدف مطالعه منظومه خورشیدی بیرونی در ۵ سپتامبر ۱۹۷۷ ۱۶ روز پس از همتای خود وویجر ۲ در قالب برنامه وویجر توسط ناسا به فضا پرتاب شد. وویجر ۱ همچنان به شبکه فضای دوردست ارتباط دارد. این فضاپیما با فاصله ۱۴۲٫۳۱ واحد نجومی (معادل ۲۱٫۲۸۹ میلیارد کیلومتر) از خورشید در ۲۵ سپتامبر سال ۲۰۱۸ میلادی، دورترین فضاپیما از زمین و تنها فضاپیمایی است که به فضای بین ستاره‌ای راه یافته بود.

در ماه آوریل ۲۴, ۲۰۲۵ UTC [روزآمدسازی] هم‌اکنون پس از ۴۷ سال، ۷ ماه و ۱۹ روز در فضا بوده است.
این کاوشگر پرواز از نزدیک از سیاره‌های هرمز، کیوان و بزرگ‌ترین قمر کیوان، تیتان انجام داد. ناسا بین انجام پرواز از نزدیک از تیتان و پلوتو مردد بود، اما به دلیل آنکه تیتان دارای اتمسفر است، آن را ترجیح داد. وویجر ۱ وضعیت اتمسفر، میدان‌های مغناطیسی و حلقه‌های دو غول گازی را مورد بررسی قرار داد و اولین کاوشگری بود که تصاویر با کیفیتی از قمرهای آن‌ها ارائه کرد.
این کاوشگر حاوی صفحه‌ای طلایی با اطلاعاتی از تمدن زمینی است. پیش‌بینی می‌شود مأموریت وویجر ۱ تا سال ۲۰۲۵ ادامه داشته باشد، زمانی که مولدهای گرما-الکتریکی ایزوتوپی آن دیگر قادر به تأمین انرژی لوازم علمی آن نخواهند بود.

## پس‌زمینه مأموریت

### تاریخچه
در دهه ۱۹۶۰ میلادی، کاوش بزرگ برای مطالعه سیاره‌های بیرونی منظومه خورشیدی پیشنهاد شد که موجب شد ناسا در سال‌های ابتدایی دهه ۱۹۷۰ میلادی کار بر روی این پروژه را آغاز کند. اطلاعات جمع‌آوری‌شده توسط کاوشگر پایونیر ۱۰ به مهندسان وویجر کمک کرد تا بهتر از قبل برای مقابله با محیط پر تشعشع اطراف مشتری آماده شوند. هرچند برای محافظت هر چه بیشتر در مقابل تشعشع، پیش از پرتاب وویجر نوارهایی از فویل آلومینیوم آشپزخانه به بعضی سیم‌کشی‌ها اعمال شد. در ابتدا وویجر ۱ به عنوان مارینر ۱۱ نام‌گذاری شده بود. به دلیل کمبود بودجه، مسیر کاوشگر به پرواز از نزدیک مشتری و زحل تغییر یافت. با پیشرفت پروژه، نام آن به وویجر تغییر پیدا کرد، زیرا طراحی آن به شدت از کاوشگرهای مارینر متفاوت بود.

### اجزای سفینه
وویجر ۱ توسط JPL ساخته شد. وویجر ۱، ۱۶ پیشرانه هیدرازین، ژیروسکوپ تعادلی سه محوره و تجهیزات ارجاع‌دادن به منظور اینکه آنتن ارتباطی آن همواره در راستای زمین باشد، دارد.

#### سیستم‌های ارتباطی
سیستم ارتباط رادیویی وویجر ۱ به منظور استفاده تا ورای مرزهای منظومه خورشیدی طراحی شد.

## خروج از سامانه خورشیدی

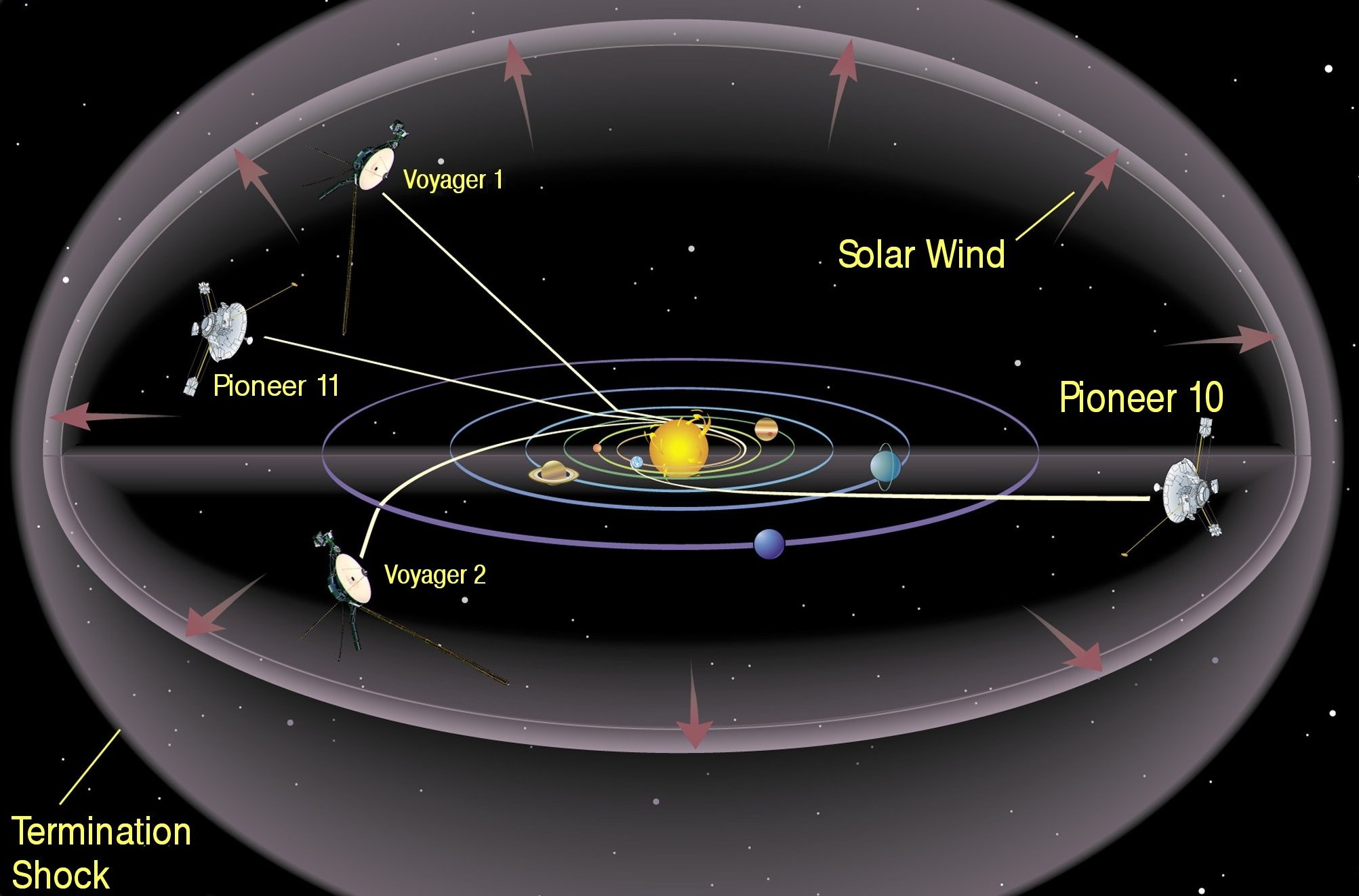
وویجر ۱ و کاوشگرهای دیگر در حال ورود به محیط میان‌ستاره‌ای یا گذر از آن

فضاپیمای وویجر ۱ هم‌اکنون دورترین ساختهٔ دست بشر به حساب می‌آید. وویجر همچنین نخستین ساختهٔ بشر است که وارد فضای میان‌ستاره‌ای می‌شود. تیم کنترل‌کنندهٔ وویجر تاریخ ۲۵ اوت ۲۰۱۲ را به‌عنوان زمان ورود کاوشگر به فضای میان‌ستاره‌ای پذیرفته است.
مدت‌ها در میان دانشمندان دربارهٔ خروج وویجر ۱ از سامانهٔ خورشیدی اختلاف دیدگاه وجود داشت و چندین بار خبرهایی در زمینهٔ خروج آن از سامانهٔ خورشیدی منتشر شده بود. با این وجود هر بار ناسا اعلام کرده بود که هنوز نمی‌توان با اطمینان گفت که این کاوشگر از سامانهٔ خورشیدی خارج شده است. سرانجام پس از بررسی‌هایی دانشمندان به این نتیجه رسیدند که وویجر به راستی از سامانهٔ خورشیدی خارج شده است و ناسا هم در ۱۳ سپتامبر ۲۰۱۳ (۲۲ شهریور ۱۳۹۲) این موضوع را به‌طور رسمی تأیید کرد.
پژوهش‌های دانشمندان نشان می‌دهد که وویجر ۱ مرداد ۱۳۹۱ خورشیدی از منظومه شمسی خارج شده و اکنون نخستین ساخته بشر به حساب می‌آید که به فضایی به نام فضای بیرونی وارد شده است که مکانی است میان دو سامانهٔ ستاره‌ای.
به گفته ناسا در حال حاضر مدت زمان ارسال یا دریافت سیگنال از وویجر ۱ حدود ۲۳ ساعت است. پژوهشگران ناسا می‌گویند وویجر۱ اکنون در فضای میان‌ستاره‌ای و در فاصله ۲۲ میلیارد کیلومتری از خورشید شناور است و تا چهل هزار سال دیگر به هیچ ستاره‌ای نزدیک نخواهد شد.
وویجر در سال ۱۹۹۰ با نگاهی به عقب از زمین عکس گرفت، در این عکس زمین یک نقطه آبی کمرنگ بود. به گفتهٔ دانشمندان، این کاوشگر احتمالاً دیگر زمین را نمی‌بیند، اما همچنان با امواج رادیویی با زمین در تماس است. دانشمندان انتظار دارند این تماس تا سال ۲۰۲۳ ادامه یابد.
ناسا تخمین می‌زند که حدود ۳۰۰ سال طول خواهد کشید تا وویجر ۱ به ابر اورت برسد و حدود ۳۰٬۰۰۰ سال طول خواهد کشید تا از آن عبور کند.

## منبع انرژی

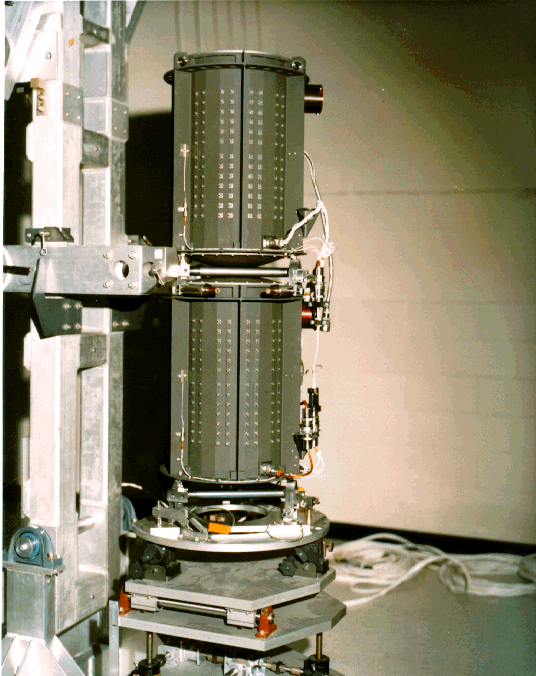
ژنراتور ترموالکتریک رادیوایزوتوپ برای برنامه ویجر.

کاوشگرهای وویجر از نوعی پیل هسته‌ای تحت عنوان ترمو الکتریک با بهره‌گیری از پلوتونیم ۲۳۸ (متمایز از ایزوتوپ پلوتونیم ۲۳۹ مورد استفاده در سلاح‌های هسته‌ای) انرژی مورد نیاز خود را تأمین می‌کنند.
توان تولید شده اولیه برای کاوشگرها در هنگام پرتاب توسط این ژنراتور برابر با ۴۷۰ وات در۳۰ ولت برق دی سی بود
در ۷ اکتبر ۲۰۱۱ توان تولید شده توسط پیل‌های هسته‌ای وویجر۱ و وویجر۲ به ترتیب با کاهش تدریجی طی ۳۴ سال به مقدار ۲۶۷٫۹ و ۲۶۹٫۲ وات رسید